# Veldrijden in het seizoen 2018-2019
Het veldritseizoen 2018-2019 begon op 5 augustus 2018 met de Chileense kampioenschappen veldrijden en eindigde op 24 februari 2019 met de Internationale Sluitingsprijs in Oostmalle, België.

## UCI ranking
De UCI ranking werd opgemaakt aan de hand van de resultaten van het afgelopen jaar. Bij elke nieuwe ranking werden de punten behaald sinds de vorige ranking erbij geteld en de punten die waren behaald tot dezelfde datum het jaar ervoor eraf gehaald. Het aantal punten dat gewonnen kon worden bij elke wedstrijd was afhankelijk van de wedstrijdcategorie. De startvolgorde in alle wedstrijden was afhankelijk van deze ranking: hoe hoger op de ranking, hoe verder vooraan de renner mocht starten.
De beste vijftig renners en rensters in de ranking waren startgerechtigd in de wereldbeker. Alle landen die minder dan acht startgerechtigde renners hadden, mochten hun team aanvullen tot acht renners.

### Puntenverdeling
| Cat. | Omschrijving                                          | 1e  | 2e  | 3e  | 4e  | 5e  | 6e  | 7e  | 8e  | 9e  | 10e |
| ---- | ----------------------------------------------------- | --- | --- | --- | --- | --- | --- | --- | --- | --- | --- |
| CM   | Wereldkampioenschap (Championnats du Monde)           | 400 | 360 | 320 | 280 | 240 | 200 | 190 | 180 | 170 | 160 |
| CDM  | Wereldbeker (Coupe du Monde)                          | 200 | 160 | 140 | 120 | 110 | 100 | 90  | 80  | 70  | 60  |
| CC   | Continentaal kampioenschap (Championnats Continental) | 100 | 60  | 40  | 30  | 25  | 20  | 17  | 15  | 12  | 10  |
| CN   | Nationaal kampioenschap (Championnat National)        | 100 | 60  | 40  | 30  | 25  | 20  | 15  | 10  | 5   | 3   |
| C1   | Wedstrijdcategorie 1                                  | 80  | 60  | 40  | 30  | 25  | 20  | 17  | 15  | 12  | 10  |
| C2   | Wedstrijdcategorie 2                                  | 40  | 30  | 20  | 15  | 10  | 8   | 6   | 4   | 2   | 1   |

### Eindstanden
De landenrankings per categorie werden opgemaakt door optelling van de punten die behaald werden door de eerste drie geklasseerde renners van elk land. In het geval dat landen gelijk stonden in de stand, was de plaats van hun beste renner in de individuele stand beslissend.

#### Mannen
| Plaats | Renner                 | Punten |
| ------ | ---------------------- | ------ |
| 1      | Mathieu van der Poel   | 2.600  |
| 2      | Wout van Aert          | 2.452  |
| 3      | Toon Aerts             | 2.415  |
| 4      | Michael Vanthourenhout | 1.610  |
| 5      | Lars van der Haar      | 1.431  |
| 6      | Laurens Sweeck         | 1.425  |
| 7      | Quinten Hermans        | 1.406  |
| 8      | Corné van Kessel       | 1.291  |
| 9      | Marcel Meisen          | 1.092  |
| 10     | Gianni Vermeersch      | 1.026  |
| 11     | David van der Poel     | 979    |
| 12     | Tom Pidcock            | 967    |
| 13     | Eli Iserbyt            | 938    |
| 14     | Felipe Orts Lloret     | 926    |
| 15     | Kevin Pauwels          | 885    |
| 16     | Curtis White           | 854    |
| 17     | Joris Nieuwenhuis      | 850    |
| 18     | Jens Adams             | 840    |
| 19     | Tim Merlier            | 810    |
| 20     | Daan Soete             | 792    |

| Plaats | Land                | Punten |
| ------ | ------------------- | ------ |
| 1      | België              | 6.477  |
| 2      | Nederland           | 5.322  |
| 3      | Verenigde Staten    | 2.247  |
| 4      | Frankrijk           | 1.874  |
| 5      | Tsjechië            | 1.639  |
| 6      | Verenigd Koninkrijk | 1.626  |
| 7      | Spanje              | 1.608  |
| 8      | Duitsland           | 1.583  |
| 9      | Italië              | 1.152  |
| 10     | Zwitserland         | 921    |
| 11     | Canada              | 885    |
| 12     | Slowakije           | 685    |
| 13     | Japan               | 653    |
| 14     | Australië           | 519    |
| 15     | Polen               | 502    |
| 16     | Zweden              | 337    |
| 17     | Denemarken          | 282    |
| 18     | Ierland             | 275    |
| 19     | Noorwegen           | 240    |
| 20     | Luxemburg           | 230    |

| Plaats | Land                | Punten |
| ------ | ------------------- | ------ |
| 1      | België              | 1.668  |
| 2      | Verenigd Koninkrijk | 1.621  |
| 3      | Verenigde Staten    | 1.254  |
| 4      | Frankrijk           | 1.051  |
| 5      | Nederland           | 700    |
| 6      | Italië              | 576    |
| 7      | Zwitserland         | 490    |
| 8      | Canada              | 378    |
| 9      | Tsjechië            | 337    |
| 10     | Spanje              | 312    |
| 11     | Slowakije           | 275    |
| 12     | Japan               | 264    |
| 13     | Noorwegen           | 240    |
| 14     | Ierland             | 182    |
| 15     | Hongarije           | 176    |
| 16     | Kroatië             | 155    |
| 17     | Australië           | 155    |
| 18     | Denemarken          | 137    |
| 19     | Duitsland           | 130    |
| 20     | Luxemburg           | 130    |

| Plaats | Renner              | Punten |
| ------ | ------------------- | ------ |
| 1      | Witse Meeussen      | 250    |
| 2      | Ryan Cortjens       | 194    |
| 3      | Thibau Nys          | 183    |
| 4      | Pim Ronhaar         | 154    |
| 5      | Ben Tulett          | 144    |
| 6      | Tom Lindner         | 125    |
| 7      | Carlos Canal Blanco | 105    |
| 8      | Jan Zatloukal       | 104    |
| 9      | Jakub Ťoupalík      | 102    |
| 10     | Luke Verburg        | 95     |

| Plaats | Land                | Punten |
| ------ | ------------------- | ------ |
| 1      | België              | 627    |
| 2      | Nederland           | 281    |
| 3      | Tsjechië            | 252    |
| 4      | Verenigd Koninkrijk | 220    |
| 5      | Spanje              | 213    |
| 6      | Verenigde Staten    | 211    |
| 7      | Frankrijk           | 177    |
| 8      | Italië              | 176    |
| 9      | Duitsland           | 167    |
| 10     | Canada              | 116    |

#### Vrouwen
| Plaats | Renster                    | Punten |
| ------ | -------------------------- | ------ |
| 1      | Sanne Cant                 | 2.002  |
| 2      | Marianne Vos               | 1.996  |
| 3      | Denise Betsema             | 1.860  |
| 4      | Annemarie Worst            | 1.689  |
| 5      | Lucinda Brand              | 1.623  |
| 6      | Loes Sels                  | 1.341  |
| 7      | Kaitlin Keough             | 1.311  |
| 8      | Ceylin del Carmen Alvarado | 1.266  |
| 9      | Alice Maria Arzuffi        | 1.256  |
| 10     | Ellen Van Loy              | 1.209  |
| 11     | Nikki Brammeier            | 1.173  |
| 12     | Ellen Noble                | 1.109  |
| 13     | Aida Nuño Palacio          | 1.009  |
| 14     | Maghalie Rochette          | 984    |
| 15     | Eva Lechner                | 978    |
| 16     | Inge van der Heijden       | 928    |
| 17     | Laura Verdonschot          | 900    |
| 18     | Katherine Compton          | 888    |
| 19     | Helen Wyman                | 870    |
| 20     | Pavla Havlíková            | 817    |

| Plaats | Land                | Punten |
| ------ | ------------------- | ------ |
| 1      | Nederland           | 5.545  |
| 2      | België              | 4.552  |
| 3      | Verenigde Staten    | 3.308  |
| 4      | Italië              | 2.610  |
| 5      | Verenigd Koninkrijk | 2.508  |
| 6      | Tsjechië            | 2.148  |
| 7      | Spanje              | 1.829  |
| 8      | Frankrijk           | 1.678  |
| 9      | Canada              | 1.620  |
| 10     | Zwitserland         | 1.227  |
| 11     | Luxemburg           | 863    |
| 12     | Oostenrijk          | 773    |
| 13     | Japan               | 757    |
| 14     | Duitsland           | 684    |
| 15     | Hongarije           | 399    |
| 16     | Zweden              | 376    |
| 17     | Slowakije           | 368    |
| 18     | Australië           | 344    |
| 19     | Ierland             | 332    |
| 20     | Estland             | 304    |

| Plaats | Land                | Punten |
| ------ | ------------------- | ------ |
| 1      | Nederland           | 2.961  |
| 2      | Verenigde Staten    | 1.392  |
| 3      | Verenigd Koninkrijk | 1.141  |
| 4      | Tsjechië            | 1.047  |
| 5      | Frankrijk           | 887    |
| 6      | Italië              | 777    |
| 7      | Canada              | 762    |
| 8      | Zwitserland         | 609    |
| 9      | België              | 504    |
| 10     | Spanje              | 409    |
| 11     | Hongarije           | 344    |
| 12     | Japan               | 288    |
| 13     | Estland             | 261    |
| 14     | Ierland             | 221    |
| 15     | Portugal            | 220    |
| 16     | Duitsland           | 180    |
| 17     | Roemenië            | 140    |
| 18     | Luxemburg           | 140    |
| 19     | Slowakije           | 138    |
| 20     | Oostenrijk          | 130    |

#### Teams
| Plaats | Team                           | Punten |
| ------ | ------------------------------ | ------ |
| 1      | Corendon-Circus                | 6.960  |
| 2      | Telenet-Fidea Lions            | 5.822  |
| 3      | Marlux-Bingoal                 | 5.308  |
| 4      | Steylaerts-777                 | 4.257  |
| 5      | Pauwels Sauzen-Vastgoedservice | 3.695  |
| 6      | Creafin-TÜV SÜD                | 2.754  |
| 7      | Tarteletto-Isorex              | 1.033  |

## Kalender
De wereldbeker wordt weergegeven in vetgedrukte tekst, de belangrijkste regelmatigheidscriteriums in cursief gedrukte tekst.
Voor de wedstrijdcategorieën, zie UCI-wedstrijdcategorieën.

### Augustus
| Datum | Cross                                                | Cat. | Winnaar mannen | Winnaar vrouwen  |
| ----- | ---------------------------------------------------- | ---- | -------------- | ---------------- |
| 25    | Cyclo-cross National Series Round 8, Essendon Fields | C2   | Jens Dekker    | Samantha Runnels |
| 26    | Cyclo-cross National Series Round 9, Essendon Fields | C2   | Jens Dekker    | Samantha Runnels |

### September
| Datum | Cross                                                  | Cat. | Winnaar mannen     | Winnaar vrouwen   |
| ----- | ------------------------------------------------------ | ---- | ------------------ | ----------------- |
| 1     | Deschutes Brewery's GO Cross #1, Roanoke               | C2   | Kerry Werner       | Caroline Mani     |
| 2     | QianSen Trophy Cyclocross, Aohan Station               | C1   | Gosse van der Meer | Aida Nuño Palacio |
| 2     | Deschutes Brewery's GO Cross #2, Roanoke               | C2   | Kerry Werner       | Crystal Anthony   |
| 8     | Rochester Cyclo-cross #1, Rochester                    | C1   | Stephen Hyde       | Maghalie Rochette |
| 9     | Rochester Cyclo-cross #2, Rochester                    | C2   | Stephen Hyde       | Maghalie Rochette |
| 15    | Nittany Lion Cross #1, Breinigsville                   | C2   | Kerry Werner       | Erica Zaveta      |
| 16    | Supercross Baden (EKZ CrossTour), Baden                | C1   | David van der Poel | Elisabeth Brandau |
| 16    | Muur van Geeraardsbergen (Brico Cross), Geraardsbergen | C2   | Lars van der Haar  | Eva Lechner       |
| 16    | Nittany Lion Cross #2, Breinigsville                   | C2   | Matthieu Boulo     | Erica Zaveta      |
| 19    | RenoCross, Reno                                        | C1   | Lance Haidet       | Maghalie Rochette |
| 21    | Trek CXC Cup, Waterloo                                 | C2   | Quinten Hermans    | Evie Richards     |
| 23    | Radcross Illnau, Illnau-Effretikon                     | C2   | David van der Poel | Laura Verdonschot |
| 23    | Waterloo (Wereldbeker), Waterloo                       | CDM  | Toon Aerts         | Marianne Vos      |
| 28    | Slaný (TOI TOI Cup), Slaný                             | C1   | Vincent Baestaens  | Laura Verdonschot |
| 28    | Jingle Cross #1, Iowa City                             | C2   | Diether Sweeck     | Helen Wyman       |
| 29    | GP Poprad, Poprad                                      | C1   | Marcel Meisen      | Denise Betsema    |
| 29    | Jingle Cross #2 (Wereldbeker), Iowa City               | CDM  | Toon Aerts         | Kaitlin Keough    |
| 30    | Jingle Cross #3, Iowa City                             | C1   | Nicolas Cleppe     | Kateřina Nash     |
| 30    | KMC Cross Fest, Thompson                               | C1   | Lane Maher         | Regina Legge      |

### Oktober
| Datum | Cross                                                                | Cat. | Winnaar mannen       | Winnaar vrouwen       |
| ----- | -------------------------------------------------------------------- | ---- | -------------------- | --------------------- |
| 6     | Cyclo-Cross International de la Solidarité de Lutterbach, Lutterbach | C2   | David van der Poel   | Denise Betsema        |
| 6     | Cyclocross Hlinsko (TOI TOI Cup), Hlinsko                            | C2   | Jan Nesvadba         | Pavla Havlíková       |
| 6     | Berencross (Brico Cross), Meulebeke                                  | C2   | Mathieu van der Poel | Sanne Cant            |
| 6     | West Sacramento Cyclocross GP #1, Sacramento                         | C2   | Anthony Clark        | Samantha Runnels      |
| 6     | Charm City Cross #1, Baltimore                                       | C1   | Kerry Werner         | Ellen Noble           |
| 7     | Kronborg Cyclocross, Helsingør                                       | C2   | Benjamin Justesen    | Ida Erngren           |
| 7     | Cyclocross Rakova, Rakova                                            | C2   | Emil Hekele          | Nikola Bajgerová      |
| 7     | Cyclocross Derby (National Trophy), Derby                            | C2   | Braam Merlier        | Bethany Crumpton      |
| 7     | Cyclocross Aigle (EKZ CrossTour), Aigle                              | C1   | Vincent Baestaens    | Denise Betsema        |
| 7     | Bioracer International Cyclo-cross, Belfast                          | C2   | David Conroy         | Maria Larkin          |
| 7     | GP Mario De Clercq (Brico Cross), Ronse                              | C1   | Mathieu van der Poel | Marianne Vos          |
| 7     | West Sacramento Cyclocross GP #2, Sacramento                         | C2   | Cody Kaiser          | Samantha Runnels      |
| 7     | Charm City Cross #2, Baltimore                                       | C1   | James Driscoll       | Ellen Noble           |
| 8     | Ibaraki Cyclo-cross Toride round, Nakauchi                           | C1   | Hijiri Oda           | Miyoko Karami         |
| 13    | Cyclocross Jičín (TOI TOI Cup), Jičín                                | C2   | Jan Nesvadba         | Pavla Havlíková       |
| 13    | Rapencross (Brico Cross), Lokeren                                    | C2   | Daan Soete           | Sanne Cant            |
| 13    | US Open of Cyclocross #1, Boulder City                               | C2   | Gage Hecht           | Clara Honsinger       |
| 13    | GP of Gloucester #1, Gloucester                                      | C2   | Curtis White         | Ellen Noble           |
| 14    | Cyclocross Razès (Coupe de France), Razès                            | C2   | Francis Mourey       | Joyce Vanderbeken     |
| 14    | Ciclocross International Xaxancx, Ponteverda                         | C2   | Felipe Orts          | Lucía González Blanco |
| 14    | Cyclocross Gieten (Superprestige), Gieten                            | C1   | Mathieu van der Poel | Annemarie Worst       |
| 14    | US Open of Cyclocross #2, Boulder City                               | C2   | Brannan Fix          | Clara Honsinger       |
| 14    | GP of Gloucester #2, Gloucester                                      | C2   | Curtis White         | Ellen Noble           |
| 18    | Kermiscross, Ardooie                                                 | C2   | Wout van Aert        | Loes Sels             |
| 20    | Cyclocross International Podbrezová, Podbrezová                      | C2   | Braam Merlier        | Magdalena Mišoňová    |
| 20    | Niels Albert CX (Superprestige), Boom                                | C2   | Mathieu van der Poel | Kim Van de Steene     |
| 20    | The Silver Goose #1, Midland                                         | C2   | Gunnar Holmgren      | Ruby West             |
| 20    | DCCX #1, Washington DC                                               | C2   | Kerry Werner         | Sunny Gilbert         |
| 21    | Stockholm Cyclo Cross, Stockholm                                     | C2   | Tobias Johannessen   | Ida Erngren           |
| 21    | Tage des Querfeldeinsports (Day of Cyclocross), Ternitz              | C2   | Braam Merlier        | Kamila Janu           |
| 21    | Trofeo Nuovi Investimenti, Cles                                      | C2   | Matteo Vidoni        | Sara Casasola         |
| 21    | Cyclocross Bern (Wereldbeker), Bern                                  | CDM  | Mathieu van der Poel | Marianne Vos          |
| 21    | The Silver Goose #2, Midland                                         | C2   | Gunnar Holmgren      | Ruby West             |
| 21    | DCCX #2, Washington DC                                               | C2   | Kerry Werner         | Sunny Gilbert         |
| 23    | Nacht van Woerden, Woerden                                           | C2   | Lars van der Haar    | Marianne Vos          |
| 27    | Ziklo Kross Laudio, Llodio                                           | C1   | Felipe Orts          | Aida Nuño Palacio     |
| 27    | Cyclocross Slaný (TOI TOI Cup), Slaný                                | C2   | Jim Aernouts         | Pavla Havlíková       |
| 27    | Grote Prijs Neerpelt, Neerpelt                                       | C2   | Laurens Sweeck       | Denise Betsema        |
| 27    | Cincinnati Cross @ Devou Park #1, Covington                          | C1   | Gage Hecht           | Ellen Noble           |
| 27    | HPCX #1, Jamesburg                                                   | C2   | Justin Lindine       | Cassandra Maximenko   |
| 28    | Sagae Round Tohoku CX Series, Sagae                                  | C2   | Hikaru Kosaka        | Eri Yonamine          |
| 28    | Elorrioko Basqueland Ziklokrosa, Ellorio                             | C1   | Vincent Baestaens    | Aida Nuño Palacio     |
| 28    | Munich Super Cross, München                                          | C2   | Marcel Meisen        | Nadja Heigl           |
| 28    | GP Trnava, Trnava                                                    | C2   | Tomáš Paprstka       | Jana Czeczinkarová    |
| 28    | Cyclo-cross de Jablines, Jablines                                    | C2   | Francis Mourey       | Marlène Petit         |
| 28    | Radquer Steinmaur, Steinmaur                                         | C2   | Sascha Weber         | Rebecca Gariboldi     |
| 28    | Grand-Prix de la Commune de Contern, Contern                         | C2   | Corné van Kessel     | Loes Sels             |
| 28    | Cyclocross Irvine (National Trophy), Irvine                          | C1   | Ian Field            | Ffion James           |
| 28    | Cyclocross Ruddervoorde (Superprestige), Ruddervoorde                | C1   | Mathieu van der Poel | Marianne Vos          |
| 28    | Cincinnati Cross @ Devou Park #2, Covington                          | C1   | Kerry Werner         | Ellen Noble           |
| 28    | HPCX #2, Jamesburg                                                   | C2   | Justin Lindine       | Arley Kemmerer        |

### November
| Datum | Cross                                             | Cat. | Winnaar mannen        | Winnaar vrouwen        |
| ----- | ------------------------------------------------- | ---- | --------------------- | ---------------------- |
| 1     | Koppenbergcross (DVV/IJsboerke), Oudenaarde       | C1   | Toon Aerts            | Kim Van de Steene      |
| 3     | Ciclocross Manlleu, Manlleu                       | C2   | Vincent Baestaens     | Aida Nuño Palacio      |
| 3     | Really Rad Festival of Cyclocross #1, Falmouth    | C2   | Justin Lindine        | Crystal Anthony        |
| 3     | Silver Goose Cyclocross Festival, Midland         | C2   | Gage Hecht            | Ellen Noble            |
| 4     | GP Internacional ciutat de Vic, Vic               | C2   | Felipe Orts           | Aida Nuño Palacio      |
| 4     | Really Rad Festival of Cyclocross #2, Falmouth    | C2   | Scott Smith           | Crystal Anthony        |
| 10    | Starlight-cross, Hibino Mihama-ku Chiba-city      | C2   | Anthony Clark         | Samantha Runnels       |
| 10    | Cyclocross Kolín (TOI TOI Cup), Kolín             | C2   | Diether Sweeck        | Jana Czeczinkarová     |
| 10    | Jaarmarktcross Niel (DVV/IJsboerke), Niel         | C1   | Mathieu van der Poel  | Sanne Cant             |
| 10    | The Northampton International #1, Northampton     | C2   | Curtis White          | Ellen Noble            |
| 11    | GP Kosice, Kosice                                 | C2   | Nicolas Samparisi     | Tatiana Jaseková       |
| 11    | Cyclocross de Pierric, Pierric (Coupe de France), | C2   | Francis Mourey        | Marlène Petit          |
| 11    | XXIV Cyclo-cross de Karrantza, Karrantza          | C2   | Ismael Esteban Agüero | Lucía González Blanco  |
| 11    | Flückiger Cross Madiswil, Madiswil                | C2   | Sascha Weber          | Fransesca Baroni       |
| 11    | Cyclocross Crawley (National Trophy), Crawley     | C2   | Thomas Joseph         | Anna Kay               |
| 11    | Cyclocross Asper-Gavere (Superprestige), Gavere   | C1   | Mathieu van der Poel  | Alice Maria Arzuffi    |
| 11    | The Northampton International #2, Northampton     | C2   | Curtis White          | Courtenay McFadden     |
| 11    | PTBOCX - Lift Lock Cross, Peterborough            | C2   | Gunnar Holmgren       | Ruby West              |
| 17    | Rapha Supercross #1, Minamimaki                   | C2   | Anthony Clark         | Samantha Runnels       |
| 17    | Cyclocross Tábor (Wereldbeker), Tábor             | CDM  | Mathieu van der Poel  | Lucinda Brand          |
| 17    | Supercross #1, Suffern                            | C2   | Curtis White          | Ruby West              |
| 17    | Major Taylor 'Cross Cup #1, Indianapolis          | C2   | Andrew Dillman        | Sofia Gomez Villafañe  |
| 18    | Rapha Supercross #2, Minamimaki                   | C2   | Kohei Maeda           | Samantha Runnels       |
| 18    | Gran Premi Les Franqueses, Les Franqueses         | C2   | Jofre Cullell Estape  | Olatz Odriozola Mugica |
| 18    | Cross Hittnau (EKZ CrossTour), Hittnau            | C1   | David van der Poel    | Denise Betsema         |
| 18    | Flandriencross (DVV/IJsboerke), Hamme             | C1   | Mathieu van der Poel  | Annemarie Worst        |
| 18    | Supercross #2, Suffern                            | C2   | Curtis White          | Rebecca Fahringer      |
| 18    | Major Taylor 'Cross Cup #2, Indianapolis          | C2   | Eric Brunner          | Sofia Gomez Villafañe  |
| 24    | GP Topolcianky, Topolcianky                       | C2   | Seppe Rombouts        | Jana Czeczinkarová     |
| 24    | Cyclocross York (National Trophy), York           | C2   | Gianni Siebens        | Harriet Harnden        |
| 24    | Ambiancecross, Wachtebeke                         | C2   | Mathieu van der Poel  | Denise Betsema         |
| 25    | KANSAI Cyclo Cross MAKINO Round, Takashima        | C2   | Anthony Clark         | Rina Matsumoto         |
| 25    | International Cyclocross Selle SMP, Brugherio     | C2   | Nicolas Samparisi     | Nadja Heigl            |
| 25    | Duinencross (Wereldbeker), Koksijde               | CDM  | Mathieu van der Poel  | Denise Betsema         |

### December
| Datum | Cross                                                   | Cat. | Winnaar mannen       | Winnaar vrouwen    |
| ----- | ------------------------------------------------------- | ---- | -------------------- | ------------------ |
| 1     | Abadiñoko udala saria, Abadiano                         | C1   | Felipe Orts          | Helen Wyman        |
| 1     | GP van Hasselt, Hasselt                                 | C2   | Kevin Pauwels        | Ellen Van Loy      |
| 1     | NBX Gran Prix of Cross #1, Warwick                      | C1   | Stephen Hyde         | Kaitlin Keough     |
| 1     | Resolution Cross Cup - Race #1, Garland                 | C2   | Gage Hecht           | Courtenay McFadden |
| 2     | Trofeo San Andres de Ciclo-cross, Ametzaga de Zuia      | C2   | Felipe Orts          | Helen Wyman        |
| 2     | Radcross Grandprix, Bensheim                            | C2   | Marcel Meisen        | Elisabeth Brandau  |
| 2     | Zilvermeercross, Mol                                    | C2   | Corné van Kessel     | Sanne Cant         |
| 2     | NBX Gran Prix of Cross #2, Warwick                      | C1   | Stephen Hyde         | Kaitlin Keough     |
| 2     | Resolution Cross Cup - Race #2, Garland                 | C2   | Gage Hecht           | Katie Clouse       |
| 8     | Ciclocross del Ponte, Treviso                           | C2   | Vincent Baestaens    | Francesca Baroni   |
| 8     | Cyclocross Jabkenice (TOI TOI Cup), Jabkenice           | C1   | Tomáš Paprstka       | Pavla Havlíková    |
| 8     | Troyes Cyclocross International , Troyes                | C2   | Lucas Dubau          | Marlène Petit      |
| 8     | Cyclocross Essen (Brico Cross), Essen                   | C2   | Laurens Sweeck       | Maud Kaptheijns    |
| 8     | Ruts N Guts #1, Broken Arrow                            | C2   | Gage Hecht           | Katie Clouse       |
| 8     | North Carolina Grand Prix - Race #1, Hendersonville     | C2   | Kerry Werner         | Lily Williams      |
| 9     | Cyclocross Eschenbach (EKZ CrossTour), Eschenbach       | C2   | Lars Forster         | Denise Betsema     |
| 9     | Gran Premio Luzinis, Gorizia                            | C2   | Gioele Bertolini     | Francesca Baroni   |
| 9     | Cyclocross Ipswich (National Trophy), Ipswich           | C2   | Braam Merlier        | Bethany Crumpton   |
| 9     | Druivencross, Overijse                                  | C1   | Toon Aerts           | Lucinda Brand      |
| 9     | Ruts N Guts #2, Broken Arrow                            | C2   | Gage Hecht           | Samantha Runnels   |
| 9     | North Carolina Grand Prix - Race #2, Hendersonville     | C2   | afgelast             | afgelast           |
| 15    | Utsunomiya cyclo cross series #1, Utsunomiya            | C2   | Steve Chainel        | Rina Matsumoto     |
| 15    | Ciclo-cross Ciudad de Xativa, Xativa                    | C2   | Ismael Esteban       | Aida Nuño Palacio  |
| 15    | Cyclocross Mladá Boleslav (TOI TOI Cup), Mladá Boleslav | C2   | Diether Sweeck       | Yara Kastelijn     |
| 15    | Scheldecross (DVV/IJsboerke), Antwerpen                 | C1   | Mathieu van der Poel | Denise Betsema     |
| 16    | Utsunomiya cyclo cross series #2, Utsunomiya            | C2   | Felipe Orts          | Rina Matsumoto     |
| 16    | Cyclo-Cross Internacional Ciudad de Valencia, Valencia  | C2   | afgelast             | afgelast           |
| 16    | Int. Radquerfeldein GP Lambach, Stadl-Paura             | C2   | Lander Loockx        | Nadja Heigl        |
| 16    | Gran Premio Città di Vittorio Veneto, Vittorio Veneto   | C2   | Stafano Sala         | Sara Casasola      |
| 16    | Cyclocross Zonhoven (Superprestige), Zonhoven           | C1   | Mathieu van der Poel | Sanne Cant         |
| 22    | Waaslandcross, Sint-Niklaas                             | C2   | Mathieu van der Poel | Sanne Cant         |
| 23    | Citadelcross (Wereldbeker), Namen                       | CDM  | Mathieu van der Poel | Lucinda Brand      |
| 26    | Pfaffnau GP Luzern, Pfaffnau                            | C2   | Gioele Bertolini     | Yara Kastelijn     |
| 26    | GP Eric De Vlaeminck (Wereldbeker), Heusden-Zolder      | CDM  | Mathieu van der Poel | Marianne Vos       |
| 28    | Azencross (DVV/IJsboerke), Loenhout                     | C1   | Mathieu van der Poel | Lucinda Brand      |
| 29    | Silvestercyclocross (Brico Cross), Bredene              | C2   | Wout Van Aert        | Lucinda Brand      |
| 30    | Cross Flamanville (Coupe de France), Flamanville        | C1   | Francis Mourey       | Marlène Petit      |
| 30    | Cyclocross Diegem (Superprestige), Diegem               | C1   | Mathieu van der Poel | Sanne Cant         |

### Januari
| Datum | Cross                                                     | Cat. | Winnaar mannen       | Winnaar vrouwen            |
| ----- | --------------------------------------------------------- | ---- | -------------------- | -------------------------- |
| 1     | GP Hotel Threeland, Pétange                               | C2   | Marcel Meisen        | Christine Majerus          |
| 1     | GP Sven Nys (DVV/IJsboerke), Baal                         | C1   | Mathieu van der Poel | Jolanda Neff               |
| 2     | Cyclocross Meilen (EKZ CrossTour), Meilen                 | C2   | Marcel Meisen        | Jolanda Neff               |
| 5     | Cyclocross Gullegem, Gullegem                             | C2   | Mathieu van der Poel | Loes Sels                  |
| 6     | Cyclocross Shrewsbury (National Trophy), Shrewsbury       | C2   | Gosse van der Meer   | Ffion James                |
| 6     | Cyclo-cross de La Mézière, La Mézière                     | C1   | Wout van Aert        | Christine Majerus          |
| 6     | Brussels Universities Cyclocross (DVV/IJsboerke), Brussel | C1   | Mathieu van der Poel | Ceylin del Carmen Alvarado |
| 12-13 | Diverse nationale kampioenschappen                        | CN   | Diverse              | Diverse                    |
| 14    | Weversmisdagcross, Otegem                                 | C2   | Mathieu van der Poel | Denise Betsema             |
| 20    | ZAO-sama Cup Tohoku CX Series, Zaō                        | C2   | Hikaru Kosaka        | Miho Imai                  |
| 20    | Grand Prix Möbel Alvisse, Leudelange                      | C2   | Sascha Weber         | Puck Pieterse              |
| 20    | Cyclocross Pontchâteau (Wereldbeker), Pontchâteau         | CDM  | Wout van Aert        | Marianne Vos               |
| 26    | Kasteelcross, Zonnebeke                                   | C2   | Kevin Pauwels        | Loes Sels                  |
| 26    | International Cyclocross Rucphen, Rucphen                 | C2   | Lars van der Haar    | Inge van der Heijden       |
| 27    | GP Adrie van der Poel (Wereldbeker), Hoogerheide          | CDM  | Mathieu van der Poel | Lucinda Brand              |

### Februari
| Datum | Cross                                               | Cat. | Winnaar mannen       | Winnaar vrouwen |
| ----- | --------------------------------------------------- | ---- | -------------------- | --------------- |
| 2-3   | Wereldkampioenschappen, Bogense                     | CM   | Mathieu van der Poel | Sanne Cant      |
| 6     | Parkcross (Brico Cross), Maldegem                   | C2   | Mathieu van der Poel | Denise Betsema  |
| 9     | Krawatencross (DVV/IJsboerke), Lille                | C1   | Mathieu van der Poel | Sanne Cant      |
| 10    | Vlaamse Aardbeiencross (Superprestige), Hoogstraten | C1   | Mathieu van der Poel | Sanne Cant      |
| 16    | Noordzeecross (Superprestige), Middelkerke          | C1   | Mathieu van der Poel | Sanne Cant      |
| 17    | Vestingcross (Brico Cross), Hulst                   | C2   | Mathieu van der Poel | Denise Betsema  |
| 20    | Cyclocross Masters, Waregem                         | –    | Toon Aerts           | Helen Wyman     |
| 23    | Cyclocross Leuven, Leuven                           | C2   | Toon Aerts           | Denise Betsema  |
| 24    | Internationale Sluitingsprijs, Oostmalle            | C1   | Kevin Pauwels        | Denise Betsema  |

## Kampioenen
| Land                               | Datum            | Winnaar mannen                 | Winnaar vrouwen          |
| ---------------------------------- | ---------------- | ------------------------------ | ------------------------ |
| Wereldkampioen ( Bogense)          | 2 en 3-02-2019   | Mathieu van der Poel           | Sanne Cant               |
| Europees Kampioen ( Rosmalen)      | 4-11-2018        | Mathieu van der Poel           | Annemarie Worst          |
| Pan-Amerikaans Kampioen ( Midland) | 3 en 4-11-2018   | Curtis White                   | Maghalie Rochette        |
|                                    |                  |                                |                          |
| Australië                          | 12-08-2018       | Chris Jongewaard               | April McDonough          |
| België                             | 12 en 13-01-2019 | Toon Aerts                     | Sanne Cant               |
| Canada                             | 10-11-2018       | Michael van den Ham            | Maghalie Rochette        |
| Chili                              | 05-08-2018       | Rodrigo Pérez                  | Francesca Perico         |
| Denemarken                         | 13-01-2019       | Sebastian Fini Carstensen      | Caroline Bohé            |
| Duitsland                          | 13-01-2019       | Marcel Meisen                  | Elisabeth Brandau        |
| Estland                            | 13-10-2018       | Martin Loo                     | Mari-Liis Mõttus         |
| Frankrijk                          | 13-01-2019       | Clément Venturini              | Caroline Mani            |
| Hongarije                          | 13-01-2019       | Balász Vas                     | Kata Blanka Vas          |
| Ierland                            | 13-01-2019       | David Conroy                   | Lara Gillespie           |
| IJsland                            | 27-10-2018       | Ingvar Ómarsson                | Agusta Edda Bjornsdottir |
| Italië                             | 13-01-2019       | Gioele Bertolini               | Eva Lechner              |
| Japan                              | 09-12-2018       | Kohei Maeda                    | Rina Matsumoto           |
| Kroatië                            | 13-01-2019       | Matija Meštrić                 | Mia Radotić              |
| Litouwen                           | 14-10-2018       | Domas Manikas                  | Ilma Lipnevičienė        |
| Luxemburg                          | 13-01-2019       | Vincent Dias dos Santos        | Christine Majerus        |
| Nederland                          | 12 en 13-01-2019 | Mathieu van der Poel           | Lucinda Brand            |
| Noorwegen                          | 18-11-2018       | Tobias Johannessen             | Ingrid Moe               |
| Oostenrijk                         | 13-01-2019       | Gregor Raggl                   | Nadja Heigl              |
| Polen                              | 13-01-2019       | Marek Konwa                    | Barbara Borowiecka       |
| Portugal                           | 13-01-2019       | Márcio Fernando Santos Barbosa | Ana Mafalda Sá Santos    |
| Roemenië                           | 22-12-2018       | Eduard-Michael Grosu           | Eszter Bereczki          |
| Slovenië                           |                  | Tadej Pogačar                  |                          |
| Slowakije                          | 02-12-2018       | Ondrej Glajza                  | Janka Števková           |
| Spanje                             | 13-01-2019       | Felipe Orts                    | Aída Nuño                |
| Tsjechië                           | 12-01-2019       | Michael Boroš                  | Pavla Havlíková          |
| Verenigd Koninkrijk                | 13-01-2019       | Tom Pidcock                    | Nikki Brammeier          |
| Verenigde Staten                   | 16-12-2018       | Stephen Hyde                   | Katherine Compton        |
| Zweden                             | 13-01-2019       | David Eriksson                 | Ida Erngren              |
| Zwitserland                        | 13-01-2019       | Timon Rüegg                    | Jolanda Neff             |

## Statistieken

### Meeste overwinningen

#### Mannen elite
| Aantal | Renner               |
| ------ | -------------------- |
| 32     | Mathieu van der Poel |
| 8      | Kerry Werner         |
| 8      | Gage Hecht           |
| 7      | Felipe Orts Lloret   |
| 7      | Curtis White         |
| 6      | Toon Aerts           |
| 6      | Marcel Meisen        |
| 5      | Stephen Hyde         |
| 5      | Vincent Baestaens    |
| 4      | Francis Mourey       |
| 4      | David van der Poel   |
| 4      | Wout van Aert        |
| 4      | Anthony Clark        |
| 4      | Braam Merlier        |

#### Vrouwen elite
| Aantal | Renster           |
| ------ | ----------------- |
| 11     | Sanne Cant        |
| 11     | Denise Betsema    |
| 8      | Ellen Noble       |
| 7      | Lucinda Brand     |
| 7      | Marianne Vos      |
| 7      | Aida Nuno Palacio |
| 5      | Pavla Havlíková   |
| 5      | Maghalie Rochette |
| 4      | Loes Sels         |
| 4      | Marlene Petit     |
| 4      | Ruby West         |
| 4      | Nadja Heigl       |

### Meest gereden crossen

#### Mannen elite
| Aantal | Renner                 |
| ------ | ---------------------- |
| 45     | Dieter Vanthourenhout  |
| 41     | Tom Meeusen            |
| 41     | Laurens Sweeck         |
| 41     | Jens Adams             |
| 39     | Thijs Aerts            |
| 39     | Kevin Pauwels          |
| 39     | Michael Vanthourenhout |
| 39     | Michael Boroš          |
| 39     | Tim Merlier            |
| 38     | David van der Poel     |
| 38     | Toon Aerts             |
| 38     | Lars van der Haar      |
| 38     | Stan Godrie            |
| 37     | Eli Iserbyt            |
| 36     | Gianni Vermeersch      |
| 36     | Jim Aernouts           |
| 36     | Nicolas Cleppe         |
| 34     | Mathieu van der Poel   |
| 34     | Daan Soete             |
| 33     | Quinten Hermans        |
| 33     | Corné van Kessel       |

#### Vrouwen elite en beloften
| Aantal | Renster                    |
| ------ | -------------------------- |
| 43     | Ellen Van Loy              |
| 40     | Loes Sels                  |
| 39     | Sanne Cant                 |
| 39     | Joyce Vanderbeken          |
| 38     | Rebecca Fahringer          |
| 36     | Manon Bakker               |
| 35     | Laura Verdonschot          |
| 35     | Helen Wyman                |
| 34     | Alice Maria Arzuffi        |
| 34     | Karen Verhestraeten        |
| 32     | Nikki Brammeier            |
| 31     | Geerte Hoeke               |
| 31     | Anna Kay                   |
| 31     | Eva Lechner                |
| 30     | Ceylin del Carmen Alvarado |
| 29     | Annemarie Worst            |
| 29     | Katherine Compton          |
| 29     | Maud Kaptheijns            |
| 29     | Inge van der Heijden       |
| 28     | Yara Kastelijn             |
| 28     | Katherine Compton          |

1982-1983 · 
1983-1984 · 
1984-1985 · 
1985-1986 · 
1986-1987 · 
1987-1988 · 
1988-1989 · 
1989-1990 · 
1990-1991 · 
1991-1992 · 
1992-1993 · 
1993-1994 · 
1994-1995 · 
1995-1996 · 
1996-1997 · 
1997-1998 · 
1998-1999 · 
1999-2000 · 
2000-2001 · 
2001-2002 · 
2002-2003 · 
2003-2004 · 
2004-2005 · 
2005-2006 · 
2006-2007 · 
2007-2008 · 
2008-2009 · 
2009-2010 · 
2010-2011 · 
2011-2012 · 
2012-2013 · 
2013-2014 · 
2014-2015 · 
2015-2016 · 
2016-2017 · 
2017-2018 · 
2018-2019 · 
2019-2020 · 
2020-2021 · 
2021-2022 · 
2022-2023 ·
2023-2024 ·
2024-2025
Kampioenschappen:  Wereldkampioenschappen ·
 Europese kampioenschappen ·
 Belgische kampioenschappen ·
 Nederlandse kampioenschappen
Klassementen:  Wereldbeker ·
 Superprestige ·
 DVV Verzekeringen/IJsboerke Trofee ·
 EKZ CrossTour ·
 TOI TOI Cup ·
 Coupe de France ·
 New England Series ·
 Copa de España
Overig:  Brico Cross ·
 Soudal Classics
Geen UCI-cat.:  Giro d'Italia Ciclocross